# Baltischer Eishockeypokal
Der Baltische Eishockeypokal war ein länderübergreifender Eishockeywettbewerb im Baltikum, an dem Mannschaften aus Estland, Lettland, Litauen und Polen teilnahmen. Er wurde einmalig in der Saison 2004/05 ausgetragen und vom polnischen Klub Stoczniowiec Gdańsk gewonnen.

## Austragung 2004/05
Der Baltische Pokal wurde zwischen dem 27. August 2004 und 7. Februar 2005 in vier jeweils dreitägigen Turnieren ausgetragen, so dass jeder der vier Teilnehmer – Stoczniowiec Gdańsk, ASK/Ogre, SC Energija und die estnische Nationalmannschaft – ein Turnier ausrichtete und insgesamt zwölf Partien bestritt.
Die Spielorte waren zwischen dem 27. und 29. August 2004 die estnische Hauptstadt Tallinn, vom 5. und 7. November 2004 das litauische Elektrėnai, zwischen dem 17. und 19. Dezember 2004 das polnische Gdańsk und schließlich vom 5. und 7. Februar 2005 Ogre in Lettland.
Stoczniowiec Gdańsk gewann die ersten drei Turniere und stand schon vor dem letzten Turnier als Sieger des Wettbewerbs fest. Das letzte Turnier gewannen die Gastgeber von ASK/Ogre.
|    | Klub                | Sp | S | OTS | U | OTN | N | Tore  | Punkte |
| -- | ------------------- | -- | - | --- | - | --- | - | ----- | ------ |
| 1. | Stoczniowiec Gdańsk | 12 | 9 | 1   | 1 | 1   | 0 | 63:27 | 31     |
| 2. | ASK/Ogre            | 12 | 4 | 2   | 1 | 0   | 5 | 44:38 | 18     |
| 3. | SC Energija         | 12 | 5 | 0   | 1 | 1   | 5 | 48:58 | 18     |
| 4. | Estland             | 12 | 1 | 0   | 1 | 1   | 9 | 25:57 | 4      |